# Hesperia Dorsa
Hesperia Dorsa és una formació geològica de tipus dorsum a la superfície de Mart, localitzada amb el sistema de coordenades planetocèntriques a -17.64 ° latitud N i 117.97 ° longitud E, que fa 818.25 km de diàmetre. El nom va ser aprovat per la UAI l'any 1991 i fa referència a una característica d'albedo.